# Condado de Iturmendi
El condado de Iturmendi fue un título nobiliario español creado por el rey Juan Carlos I de España, el 5 de enero de 1977, a favor de Rita Gómez Nales, viuda de Antonio Iturmendi Bañales, presidente de las Cortes Españolas y del Consejo del Reino. 
El título fue suprimido el 21 de octubre de 2022 tras la entrada en vigor de la Ley de Memoria Democrática.

## Denominación
La denominación de la dignidad nobiliaria refiere al apellido paterno, por lo que fue universalmente conocido el fallecido marido de la persona a la que se le otorgó dicha merced nobiliaria.

## Carta de otorgamiento
Este título de conde se creó: 

«Para honrar en la persona de su esposa la memoria del que fue presidente de las Cortes y del Consejo del Reino, don Antonio Iturmendi Bañales, leal servidor de la Nación y constante defensor de la Institución Monárquica».
Real Decreto 24/1977, de 5 de enero; Publicado en el B.O.E. el 6 de enero 1977

## Condes de Iturmendi
|                                   | Titular                           | Periodo                           |
| Creación por el rey Juan Carlos I | Creación por el rey Juan Carlos I | Creación por el rey Juan Carlos I |
| --------------------------------- | --------------------------------- | --------------------------------- |
| I                                 | Rita Gómez Nales                  | 1977-1984                         |
| II                                | Antonio Iturmendi Gómez           | 1984-2002                         |
| III                               | Antonio Iturmendi Mac-Lellan      | 2002-2022                         |

## Historia de los condes de Iturmendi
- Rita Gómez Nales, I condesa de Iturmendi.

1. Casó con Antonio Iturmendi Bañales (1903-1976), carlista, quien fue presidente de las Cortes Españolas y del Consejo del Reino.[3] Se le recuerda por haber sido el encargado de tomar juramento, en su condición de presidente de las Cortes, el 22 de julio de 1969, al príncipe Juan Carlos como sucesor del Jefe del Estado Francisco Franco.[4][5] Le sucedió, el 12 de septiembre de 1984, su hijo:[6]

- Antonio Iturmendi Gómez, II conde de Iturmendi.

1. Casó con María Isabel Mac-Lellan de Arenzana. Le sucedió, el 20 de marzo de 2002, su hijo:[7]

- Antonio Iturmendi Mac-Lellan III conde de Iturmendi (20 de marzo de 2002),[7] economista, socio director de Crestcom Internacional, licenciado en Ciencias Económicas y Empresariales por la Universidad Complutense de Madrid.[1]

1. Casó el 6 de abril de 1988, con Silvia Cobaleda Ávila (12 de octubre de 1961-). De su matrimonio, nacieron dos hijos y una hija: Antonio, Pablo y Silvia.[1][7]